# Batalha de Columbus

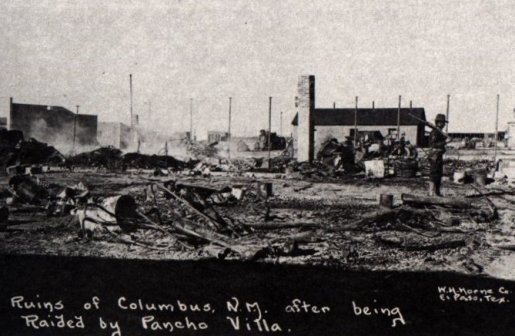
Batalha de Columbus.

A Batalha de Columbus foi um confronto entre as tropas de Pancho Villa e um destacamento de cavalaria do exército norte-americano que teve lugar no povoado de Columbus, Novo México, na madrugada de 9 de março de 1916.
Depois da sua derrota militar perante as forças constitucionalistas, Francisco Villa retornou a Águas Quentes. Uma série de derrotas em diversos estados da república atingiram Villa e acabariam por relegá-lo ao estatuto que tinha antes da revolucão: bandoleiro.
No fim do ano 1915 o presidente dos Estados Unidos Woodrow Wilson reconheceu Carranza como governo de facto no México, procedendo ao intercâmbio de embaixadores e proibindo a venda de armas a forças armadas contrárias ao constitucionalismo, medida que enfureceu Villa que era o principal afectado por esta medida, de ali planeou a sua represália. Outra versão sustenta que foi como represália por um tratado de armas que não tinha corrido bem, já que comerciantes de Columbus tinham vendido cartuchos sem balas a Villa.
Antes do amanhecer de 9 de março de 1916, Villa juntamente com 1 500 efectivos de seu exército invadiram o território norte-americano, e atacaram o povo de Columbus, Novo México.
Testemunhas afirmaram que ambos os bandos sofreram na mesma medida. Grande parte do povoado foi devastado na luta. Os villistas confiscaram 100 cavalos e mulas, incendiaram o povoado e mataram 17 norte-americanos e 67 mexicanos. Em contrapartida, mais de 100 villistas morreram no ataque.
Como represália por este ataque no seu território, o governo dos Estados Unidos interveio militarmente no México com o envio de tropas ao mando do general John J. Pershing (conhecido como Black Jack), que ficou conhecida como a Expedição Punitiva. Nesta operação, o exército dos Estados Unidos pôs à prova o seu elegante e moderno equipamento militar, que, sem saber, usaria anos mais tarde na Primeira Guerra Mundial, onde Pershing foi um dos Generais mais destacados. Esta expedição não foi sucedida e não conseguiu atrapalhar Francisco Villa, que se refugiou nas montanhas de Chihuahua.